# Oleacina guadeloupensis
Oleacina guadeloupensis fue una especie de molusco gasterópodo de la familia Oleacinidae en el orden de los Stylommatophora.

## Distribución geográfica
Fue  endémica de Guadalupe.